# Kosovo (Ottomaanse provincie)
De Provincie Kosovo (Servisch: Косовски вилајет of Kosovski vilajet; Albanees: Vilajeti i Kosovës; Turks: Kosova Vilayeti; Macedonisch: Покраина на Косово of Pokraina na Kosovo) was een vilajet van het Ottomaanse Rijk op het Balkanschiereiland dat ruw geschat overeenkomt met de huidige regio Kosovo. Het werd gecreëerd uit de provincie Roemelië na een administratieve hervorming in 1864. Na de Balkanoorlogen van 1912 en 1913 werd de provincie gesplitst in het Koninkrijk Montenegro, Koninkrijk Servië, Albanië en het Koninkrijk Bulgarije.

## Geschiedenis

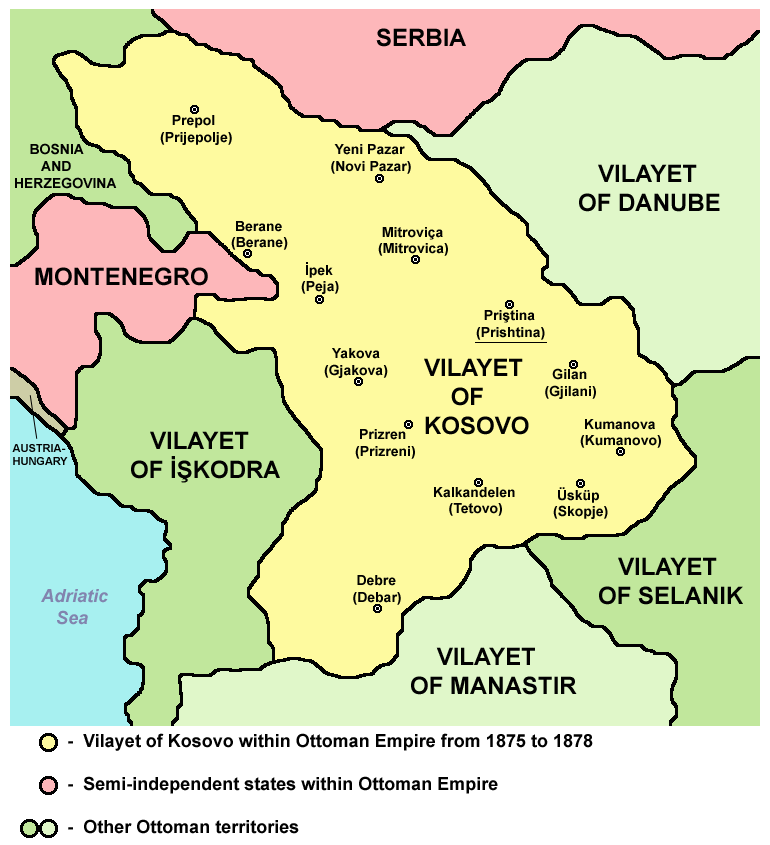
Vilajet Kosovo, 1875-1878.

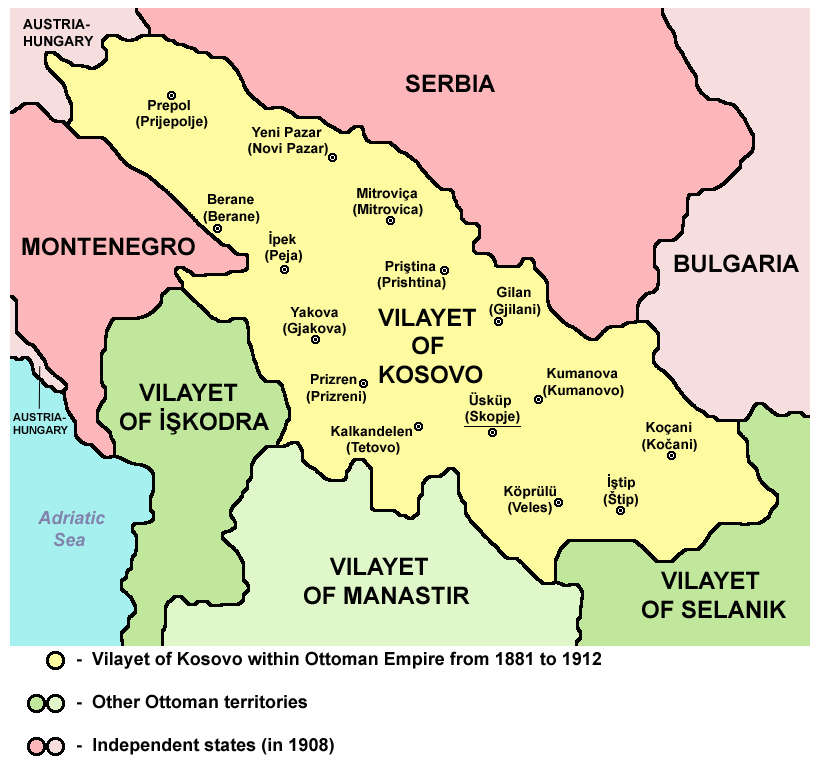
Vilajet Kosovo, 1881-1912.

De provincie Kosovo was een gebied dat veel grote was dan het huidige Kosovo. Er was ook een deel van Macedonië deel van de provincie, waaronder de hoofdstad Skopje (toen bekend als Üsküb). Net zoals in het begin van de eenentwintigste eeuw  was Skopje toen al groter dan Pristina (de hoofdstad van het huidige Kosovo), hoewel de bevolking in beide steden lager was dan tegenwoordig. Skopje was de hoofdstad van de Ottomaanse vilajet. Er waren ook delen van de Sandžak die tot Kosovo behoorden en sinds de opdeling van Joegoslavië  in Centraal-Servië en Montenegro liggen. Het Albanese Kukës en de daar rond liggende regio behoorde ook tot Kosovo.
De grenzen van de provincie verschoven naarmate het Ottomaanse Rijk grondgebied verloor aan buurlanden door het Congres van Berlijn na de Russisch-Turkse Oorlog van 1877-1878 en er werden ook delen intern getransfereerd naar de provincies Bitola en Thessaloniki. In 1878 kwam de sandjak Novi Pazar, een onderverdeling van de provincie Kosovo onder Oostenrijks-Hongaarse militaire bezetting waar het onder bleef tot 1908.